# Jasna Žalica
Jasna Žalica (Sarajevo, 1968.) je bosanskohercegovačka glumica.
Nakon završene Akademije scenskih umjetnosti 1991. u Sarajevu glumačku karijeru je započela u Mostaru. Glumila je u oko 30 kazališnih predstava. Danas radi na Akademiji scenskih umjetnosti kao profesor na predmetu pokret od 1994. godine.
Udana je za bosanskohercegovačkog režisera Pjera Žalicu.

## Filmografija

### Filmske uloge
- 10 minuta - 2002.
- Gori vatra - 2003.
- Kod amidže Idriza - 2004.
- San zimske noći - 2004.
- Grbavica - 2006.
- Sve džaba kao spavačeva žena - 2006.
- Fövenyóra - 2007.
- Teško je biti fin - 2007.
- Kino Lika - 2008.
- Na putu kao žena promatračica - 2010.
- Koncentriši se, baba kao Kika - 2020.

### Televizijske uloge
- "Lud, zbunjen, normalan" kao Šefika Rondić (2007. – 2008.; 2018. - danas)